# Шефердія
Шефе́рдія (лат. Shephérdia) —  рід багаторічних рослин родини маслинкових, що включає в себе 3 види невеликих чагарників, які ростуть в Північній Америці. плоди шефердії - червоні ягоди з ледве помітними білими точками. Вони їстівні для людини, але мають гіркувато-кислий смак. Після їх вживання залишається також відчуття сухості в роті.
Ягоди шефердії служать їжею для деяких диких тварин, перш за все для ведмедів. Ними також харчуються личинки деяких видів лускокрилих, зокрема, Coleophora elaeagnisella.

## Види
За інформацією бази даних The Plant List, рід включає 3 види:
- Шефердія срібляста
- Шефердія канадська
- Шефердія круглолиста

## Фотографії

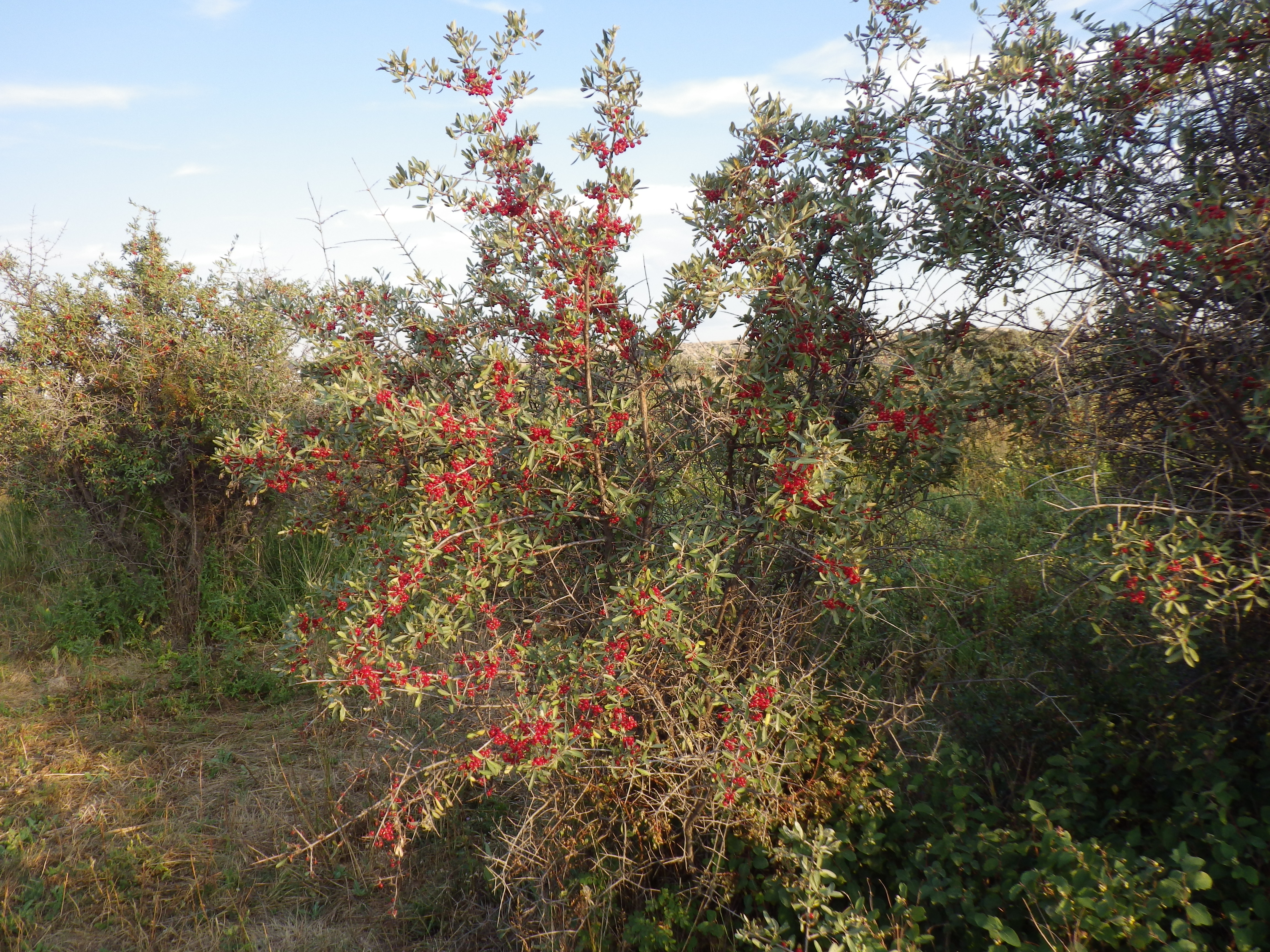
Shepherdia argentea
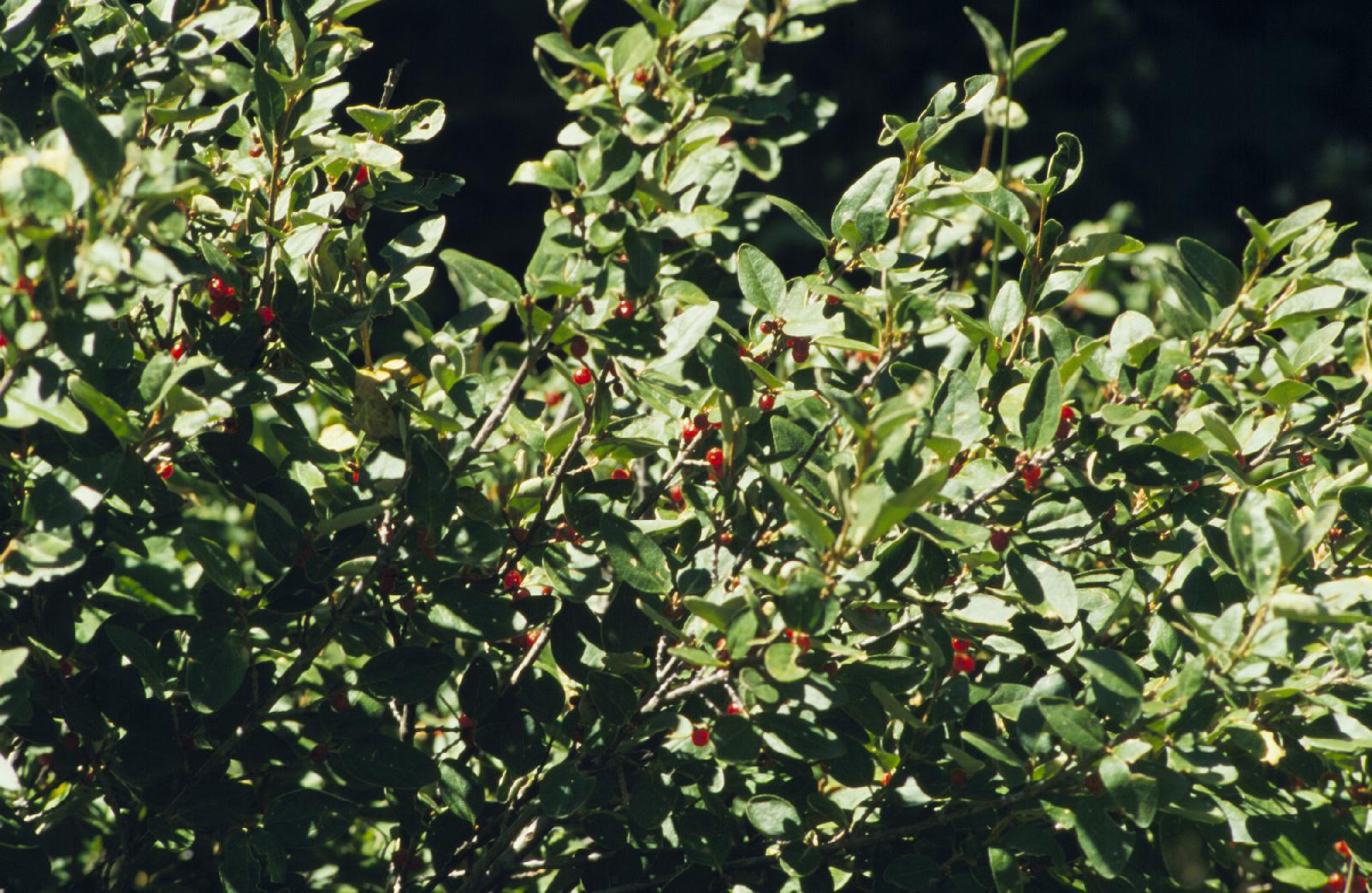
Shepherdia canadensis
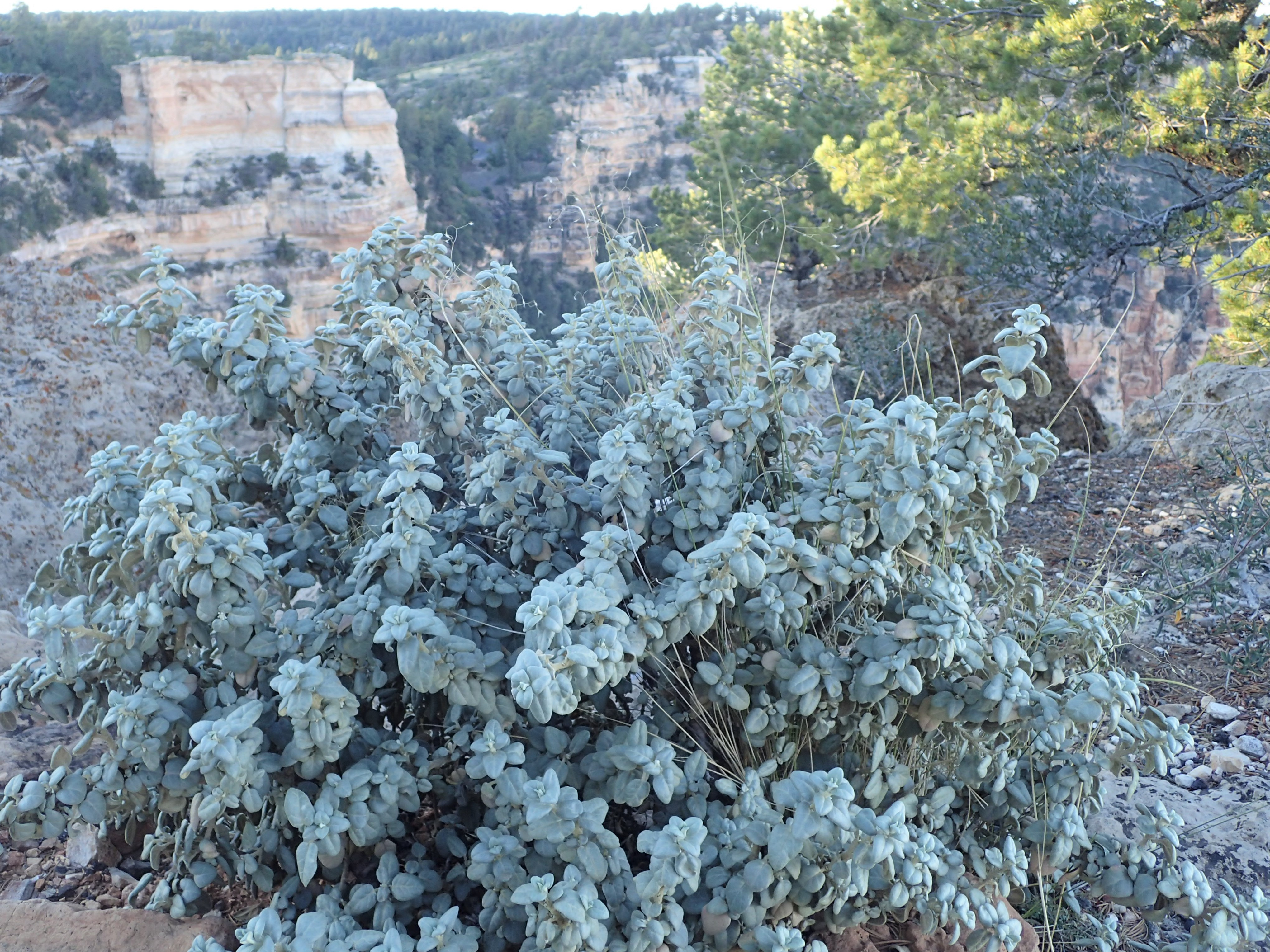
Shepherdia rotundifolia